# セント・ジョージ・ゴア＝セント・ジョージ
第5代準男爵サー・セント・ジョージ・ゴア＝セント・ジョージ（Sir St. George Gore-St George, 5th Baronet、出生名セント・ジョージ・ゴア（St. George Gore）、1722年6月25日 – 1746年9月25日）は、アイルランド王国の政治家。1741年から1746年までアイルランド庶民院議員を務めた。

## 生涯
第4代準男爵サー・ラルフ・ゴアと2人目の妻エリザベス（1741年12月7日没、セント・ジョージ・アッシュの娘）の息子として、1722年6月25日に生まれた。1726年、母方の祖父の名「セント・ジョージ」を姓に加えた。1733年2月23日に父が死去すると、準男爵位を継承した。
1741年12月7日に母が死去すると、ゴールウェイ県ダンモアの地所を相続した。同年から1746年に死去するまでドニゴール県選挙区選出アイルランド庶民院議員を務めた。
1746年にファーマナ県長官を務めたが、同年9月25日に死去、キルデア県カースルタウンで埋葬された。弟ラルフが爵位を継承した。

## 家族
1743年9月22日、アン・バートン（Anne Burton、1745年4月23日没、フランシス・バートンの娘）と結婚したが、2人の間に子供はいなかった。